# 鶏皮どて煮
鶏皮どて煮（とりかわどてに）は鶏皮とコンニャクを味噌で煮込んだ料理。島根県安来市のソウルフードと呼ばれる。
安来市内で人気の高かった焼き鳥店「鳥辰」で提供していたメニューであったが、鳥辰の閉店によって一度は失われる。
市内で居酒屋「竹る」を営む森本充俊は安来の出身ではなく自身は鳥辰も鶏皮どて煮も知らなかったが、自分の店の常連客から復活させて欲しいとの要望があったため、当時のレシピを知る飲食店関係者に頼むとととも試行錯誤を繰り返し、再現した。
使用する食材は鳥取県産の鶏皮とコンニャクのみであり、味噌は松江市の小西本店の錦味噌を、日本酒は安来市の青砥酒造のものを使用する。煮汁を取り置きして、次に作る時に煮汁を足して仕込むのが特徴である。
2022年には山陰合同銀行安来支店担当者の発案から、レトルト食品加工も手がける鳥取県米子市の石田コーポレーションと共同でレトルト商品を開発し、販売した。